# Heteropoda imbecilla
Heteropoda imbecilla är en spindelart som beskrevs av Tord Tamerlan Teodor Thorell 1892. Heteropoda imbecilla ingår i släktet Heteropoda och familjen jättekrabbspindlar. Inga underarter finns listade i Catalogue of Life.